# VIII Dzień Tygodnia
VIII Dzień Tygodnia – drugi album studyjny grupy Monstrum. Premiera płyty miała miejsce 5 stycznia 2007, muzyka na niej zawarta to melodyjny heavy metal z polskimi tekstami. Utwór "21:37" jest pewnego rodzaju hołdem dla Jana Pawła II.

## Lista utworów
1. „Monstrum” – 3:44
2. „Słowa” – 4:48
3. „Krzyż” – 4:53
4. „Otchłań Życia” – 3:47
5. „List” – 5:06
6. „21:37” – 5:48
7. „Przemijanie” – 5:49
8. „VIII Dzień Tygodnia” – 4:19
9. „Po Drugiej Stronie Lustra” – 4:00
10. „Lukrecja” – 4:51
11. Bonus – Teledysk do oficjalnego hymnu klubu żużlowego Stal Marma Polskie Folie Rzeszów

## Twórcy
- Mariusz Waltos – wokal
- Wacław Dudek – gitary
- Marcin Habaj – gitary
- Damian Zając – gitary
- Tomasz Trzpis – gitara basowa
- Przemysław Rzeszutek – perkusja

### Gościnnie wystąpili
- Monika Ruszała – wiolonczela
- Adrian Adamski – instrumenty klawiszowe